# Гигабајт
Гигабајт (назив изведен помоћу СИ префикса гига) користи се као јединица мере података у рачунарству и износи једну милијарду (1.000.000.000) бајтова. Често се означава скраћеницом GB, коју не треба мешати са скраћеницом Gb која се користи за термин гигабит.
Због традиционалне неконзистентности, у обичном говору термин „гигабајт“ се често користи као замена за термин гибибајт. Оваква употреба није препоручљива пошто ствара забуну (погледати мало ниже) и у супротности је са већином техничких стандарда прихваћених у претходних неколико година.
Гигабајт се некада дефинисао као 1.073.741.824 (230) бајтова или 1024 (210) мегабајта.

## Дефиниција
Постоје две у суштини различите дефиниције величине гигабајта које се користе:
- 1.000.000.000 бајтова или 109 бајтова је децимална дефиниција која се користи у телекомуникацијама (нпр. при изражавању брзине мреже) и од стране већине произвођача меморијских медијума (као што су дискови и флеш дискови). Оваква употреба је у складу са правилима Међународног система јединица (СИ).

- 1.073.741.824 бајтова, што је једнако 10243, или 230 бајтова. Ова дефиниција се користи за означавање величине меморије рачунара, углавном у рачунарству, рачунарским технологијама и већини аспеката везаних за рачунарске оперативне системе. Међународна електротехничка комисија (International Electrotechnical Commission) - IEC препоручује да се за ову количину података употребљава назив гибибајт (скраћено GiB), с обзиром да је тренутна употреба у сукобу са СИ јединицама које се користе за брзину магистрале и слично.

## О називу
Поред уобичајене скраћенице GB, у неформалном енглеском језику често се може чути и скраћеница gig (нпр. "This is a three hundred gig hard drive").
Почетно слово термина се у енглеском језику може изговарати као наше Г (тврдо G, као у речи giggle), или приближно као наше Џ (меко G као у речи gene). Прва варијанта изговора је чешћа, и више је у складу са пореклом префикса.
Један од разлога због кога се у САД даје предност првој могућности је политичка исправност: меко G чини да ова реч звучи као "jigaboo" што је погрдан израз за људе тамне боје коже.

## Гигабајтови и гигабитови
У конвенционалној употреби, један бајт чини 8 битова. Један гигабајт је еквивалентан са осам гигабитова.
У области компјутерских мрежа употребљавају се традиционалне СИ јединице. Произвођачи мрежне опреме као своју основну јединицу мере увек користе 1 килобит који се састоји од 1000 битова.
|          | Скраћеница                 | Бр. бајтова | Употреба                                              |
| -------- | -------------------------- | ----------- | ----------------------------------------------------- |
| гигабајт | GB (примедба: велико "B")  | 10003       | Капацитет меморије (нпр. диск капацитета 500 GB)      |
| гигабајт | GB (примедба: велико "B")  | 10243       | Капацитет меморије (нпр. RAM капацитета 4 GB)         |
| гибибајт | GiB (примедба: велико "B") | 10243       | Капацитет меморије (нпр. фајл величине 34 GiB)        |
| гигабит  | Gb (примедба: мало "b")    | 125*10002   | Брзина пропусности мреже (нпр. брзина преноса 1 Gb/s) |

## Употреба гигабајта

### Чињенице
- Од 2007, капацитет већине чврстих дискова је дефинисан у гигабајтима. Реални капацитет је обично мало већи или мало мањи него што је наведено. Иако већина произвођача тврдих дискова и флеш дискова дефинише 1 гигабајт као 1.000,000.000 бајтова, оперативни системи на рачунарима које има већина корисника обично израчунавају количину гигабајтова делећи број бајтова са 1.073.741,824, без обзира да ли је у питању капацитет диска, величина датотеке или системског RAMа. Ово је разлог забуне, посебно за људе који нису упознати са техником, с обзиром да диск који има капацитет назначен од стране произвођача као нпр. 40 GB, може, од стране оперативног система бити проглашен за диск капацитета 37.2 GB, у зависности од врсте извештаја. Разлика између СИ и бинарних префикса је логаритамска - другим речима, један СИ килобајт је приближно 98% кибибајта, мегабајт је отприлике 96% мебибајта, а гигабајт скоро 93% гибибајта. То значи да диск капацитета 500 GB може да се опише као диск капацитета 465 GB. Како се величина могућег простора за складиштење података повећава, и како се користе све веће јединице, на ову разлику ће се све више указивати.

- Људски геном садржи 0.791175 GB података (3.1647×109 основних парова представљених као 2-битни).

### Где се може срести гигабајт
- Диск формата DVD-5 може да сачува 4,7 GB података, или, приближно 4,38 гибибајтова. DVD-9 има капацитет 8,5 GB, што је приближно 7,92 гибибајтова.
- Један гигабајт може да садржи отприлике 18 сати MP3 музике (снимљене на 128 kbit/s).
- У један гигабајт може да стане 11 сати и 40 минута Flash видео-записа (у формату 450x370).
- Већина играчких конзола шесте генерације и све играчке конзоле седме генерације користе дискове капацитета 1 GB и веће: Dreamcast (1,1 GB), GameCube (1,5 GB), PlayStation 2, Xbox, Xbox 360, Wii (8.5 GB), и PlayStation 3 (50 GB)
- Dual-layer Blu-ray дискови и dual-layer HD DVD дискови могу да чувају око 50, односно 30 GB података.